# Patrocínio (tiểu vùng)
Patrocínio là một tiểu vùng thuộc bang Minas Gerais, Brasil. Tiều vùng này có diện tích 11980 km², dân số năm 2007 là 183676 người.